# .example
.example è un dominio di primo livello riservato.
È stato definito dalla Internet Engineering Task Force (IETF) nel giugno 1999 con la Request for Comments 2606, insieme ad altri tre domini riservati (.test, .invalid e .localhost). Nonostante l'uso riservato alla documentazione tecnica, software, API, librerie e server DNS non devono trattare il dominio come un caso speciale.